# (21649) Vardhana
(21649) Vardhana (1999 NQ59) – planetoida z pasa głównego asteroid okrążająca Słońce w ciągu 4,5 lat w średniej odległości 2,73 j.a. Odkryta 13 lipca 1999 roku.